# Ceylanyar Hanim
Nafiye Ceylanyar Hanım (turco ottomano: جیلان یار خانم, lett. "preziosa" e "gazzella"; Sochi, 1830 – Istanbul, 27 dicembre 1855) è stata una consorte del sultano ottomano Abdülmecid I.

## Biografia

### Origini
Nata a Sochi e di origini circasse, nel 1830, il suo nome originale era Nafiye. Venne portata a Istanbul da bambina, dove entrò a servizio di Adile Sultan, figlia del sultano ottomano Mahmud II, e prese il nome Ceylanyar. Venne addestrata come ballerina.
È stata descritta come alta e con lunghi capelli dorati. 

### Consorte imperiale
Nel 1851 il sultano ottomano Abdülmecid I, nipote di Adile, la vide ballare nel palazzo della zia e la chiese come consorte. In cambio, elargì alla sua famiglia d'origine terre e rendite.
Le venne dato inizialmente il rango di "Quinta Ikbal", e venne man mano promossa ogni anno fino a ottenere, nel 1854, il rango di "Seconda Ikbal". Diede al sultano un figlio morto infante. 

### Morte
Morì il 27 dicembre 1855 a Palazzo Feriye, di tubercolosi. Venne sepolta nel mausoleo Gülistu Kadın, nella moschea Fatih. 

## Discendenza
Da Abdülmecid I, Ceylanyar Hanım ebbe un figlio:
- Şehzade Mehmed Rüşdi (31 marzo 1852 - 5 dicembre 1852). Nato al Palazzo di Çırağan, sepolto nel mausoleo Abdülhamid I.

## Cultura popolare
- Ceylanyar è un personaggio del romanzo storico del 2009 di Hıfzı Topuz Abdülmecit: İmparatorluk Çökerken Sarayda 22 Yıl: Roman.